# Ѳ (слово ћирилице)
Ѳ ѳ (Ѳ ѳ; искошено: Ѳ ѳ) је слово ране ћирилице. Зове се фита.  Облик и назив слова су изведени из грчког слова тета (Θ θ).  У систему ISO 9, Ѳ је романизовано помоћу гравног акцента од слова  F (F̀ f̀).
У ћириличном нумеричком систему, Фита има вредност 9.

## Облик
У традиционалним црквенословенскимфонтовима, централна линија је типично око дупло већа од тела слова и има серифе сличне онима на слову Т: .
Понекад је линија повучена ниско као основна линија, због чега је ово слово тешко разликовати од Д.

## Коришћење

### Староруски и црквенословенски
Традиционални руски назив слова је фита́ (fitá) (или, у правопису пре 1918, ѳита́).  Фита се углавном користила за писање властитих имена и позајмљеница изведених из или преко грчког.  Руси су ова имена изговарали гласом /ф/ уместо /θ/ (попут изговора ⟨тх⟩ у енглеској ријечи „thin“).
На пример, грчко име Θεόδωρος се изговарало као „Феодор“ (сада „Фјодор“).
Рани текстови на руском (и у руској ревизији црквенословенског) показују све већу заменљивост θ и Ф.  Неки писари су преферирали једно од два слова, а игнорисали друго.  Постојао је ортографски систем за писање Ѳ на почетној позицији и Ф на другом месту.  Од средине 17. века, избор између θ и Ф је поново прилагођен да тачно прати грчко порекло, систем који је још увек у употреби у црквенословенском правопису.

### Руски
У првој варијанти петровске руске азбуке (1707–1708), слово Ф је елиминисано и Фита је постала једини начин да се представља /ф/.  Касније (1710) слово Ф (са истим етимолошким правилом правописа Ѳ и Ф) је враћено и оба слова су постојала све до правописне реформе 1918, када је Фита елиминисана и замењена словом Ф (Ф ф).
Имајте на уму да су многе грчке речи са тетом усвојене у руском са словом Т (Т т) уместо фите (углавном преко латинског или преко других западноевропских језика):
- театаръ (позориште)
- теорема (теорема)
- атлетъ (спортиста)
- пантера (пантера)
- фталевый (фтални)

итд.
Понекад је постојао двоструки правопис и/или изговор:
- ааеизмъ/атеизмъ (атеизам)
- алгориѳмъ/алгоритмъ (алгоритам)
- католическiй/католическiй (католик)

итд.
Варијанте са фитом (у модерном правопису са Ф) су типично архаичније или посебне.

### Румунски
У румунском језику, θ се звала тита ⟨Ѳ⟩ и била је део румунског ћириличног писма, које се користило до око 1860. године.

### Алеутски
Фита се користи у ћириличној верзији алеутског писма, обично у позајмљеним речима.

### Остали језици
У другим језицима који користе ћирилично писмо, Фита се изговарала као /т/ а касније је замењена са Т (Т т).
На пример, бугарска, македонска и српска верзија грчког имена Θεόδωρος је Тодор (Todor) или Теодор (Teodor).

## Слична слова и знакови
Θ θ/ϑ: грчко слово тета.
Ө ө: тренутно у употреби у казашком, киргиском, таџичком и монголском језику.

## Рачунарски кодови
| Знак                      | Ѳ                            | Ѳ                            | ѳ                          | ѳ                          |
| ------------------------- | ---------------------------- | ---------------------------- | -------------------------- | -------------------------- |
| Назив у Уникоду           | CYRILLIC CAPITAL LETTER FITA | CYRILLIC CAPITAL LETTER FITA | CYRILLIC SMALL LETTER FITA | CYRILLIC SMALL LETTER FITA |
| Врста кодирања            | децимална                    | хексадецимална               | децимална                  | хексадецимална             |
| Уникод                    | 1138                         | U+0472                       | 1139                       | U+0473                     |
| UTF-8                     | 209 178                      | D1 B2                        | 209 179                    | D1 B3                      |
| Нумеричка референца знака | &#1138;                      | &#x472;                      | &#1139;                    | &#x473;                    |